# Вест Мајами (Флорида)
Вест Мајами (енгл. West Miami) град је у америчкој савезној држави Флорида. По попису становништва из 2010. у њему је живело 5.965 становника.

## Демографија
Према попису становништва из 2010. у граду је живело 5.965 становника, што је 102 (1,7%) становника више него 2000. године.
| Група             | 2000.         | 2010.         |
| Белци             | 878 (15,0%)   | 540 (9,1%)    |
| Афроамериканци    | 48 (0,8%)     | 79 (1,3%)     |
| Азијати           | 27 (0,5%)     | 13 (0,2%)     |
| Хиспаноамериканци | 4.927 (84,0%) | 5.379 (90,2%) |
| Укупно            | 5.863         | 5.965         |